# Hull-jegyzék
A Hull-jegyzék, vagy hivatalosan Outline of Proposed Basis for Agreement Between the United States and Japan („Javasolt alapvetések vázlata az Egyesült Államok és Japán közötti megállapodáshoz”) végső javaslattétele az Amerikai Egyesült Államoknak a Japán Birodalom felé, melyet a Pearl Harbor elleni japán támadás előtt tettek, az USA végső tárgyalási pozícióját, feltételeit képviseli. A két nemzet közötti hadiállapot kinyilvánítása előtti utolsó hivatalos külügyi dokumentum. A jegyzék 1941. november 26-án lett átadva, az akkori amerikai külügyminiszter, Cordell Hull nyújtotta át Japán külügyi képviselőinek, élükön a Japán Császári Haditengerészet egyik tengernagyával, Nomura Kicsiszaburó külügyminiszternek. A japán vezetés másnap, november 27-én értesült a jegyzék tartalmáról, noha november 25–26-án már kihajóztatták a csapásmérő kötelékeket a Csendes-óceán és a déli térségek felé. Minden vezető politikus, köztük Tódzsó Hideki miniszterelnök, egyetértett az amerikai jegyzék tartalmának vállalhatatlanságával, majd ezt követően a japán sérelmek felsorolását rejtjeles rádióadással közölték a Washingtonban tartózkodó képviselőikkel, azzal a kikötéssel, hogy azt a jegyzékátvétel után másfél héttel, december 7-én vasárnap délelőtt terjesszék Hull külügyminiszter elé, előre tudván azt, hogy a pontosan időzített támadásokat akkor már végrehajtotta a japán császári haderő. Ez, a Hull-jegyzékre adott hivatalos válasz lett a japán hadüzenet. A rejtjeles adást a „Magic” kódfejtő csoport elfogta és fordítását megkezdte, azonban azt csak vasárnap délután kettőre tudták átadni a külügyminisztériumnak, egy órával a tokiói határidő letelte után. Másnap, december 8-án az Amerikai Egyesült Államok, Roosevelt elnök javaslatára, hadiállapotot hirdetett a Japán Birodalom ellen.